# Långtjärnen (Råneå socken, Norrbotten, 733336-179257)
Långtjärnen är en sjö i Bodens kommun i Norrbotten och ingår i Råneälvens huvudavrinningsområde. Sjöns area är 0,034 kvadratkilometer och den befinner sig 34 meter över havet.